# Sławomir Sarna
Sławomir Sarna (ur. 4 marca 1940, zm. 10 grudnia 2013 w Melbourne) – polski piłkarz, który grał na pozycji pomocnika.
Wychowanek ŁKS-u Łódź, w barwach którego debiutował w ekstraklasie w 1959 roku. W latach 1961–1962 grał w Śląsku Wrocław, odbywając obowiązkową służbę wojskową. Następnie powrócił do ŁKS-u. W ekstraklasie rozegrał w sumie 150 spotkań, zdobywając przy tym 4 gole.
Na początku lat 70. ubiegłego stulecia wyjechał do Australii, gdzie osiadł na stałe.